# Влкова
Влкова (слч. Vlková) насељено је мјесто са административним статусом сеоске општине (слч. obec) у округу Кежмарок, у Прешовском крају, Словачка Република.

## Становништво
| Година:    | 1994. | 2004.   | 2014.    | 2024.    |
| ---------- | ----- | ------- | -------- | -------- |
| Број људи: | 600   | 649     | 728      | 976      |
| Разлика:   |       | +8,16 % | +12,17 % | +34,06 % |

| Година:    | 2023. | 2024.   |
| ---------- | ----- | ------- |
| Број људи: | 952   | 976     |
| Разлика:   |       | +2,52 % |

Према подацима о броју становника из 2011. године насеље је имало 703 становника.